# Derek Royle
Derek Royle (ur. 7 września 1928 w Redditch, zm. 23 stycznia 1990 w Londynie) – aktor brytyjski, występował w serialu Allo Allo, w którym zagrał Ernesta LeClerca. Royle w tym sitcomie pojawił się tylko w serii szóstej, a po jego śmierci w 1990 roku, już do ostatniej dziewiątej serii w rolę kochanka Madame Fanny wcielił się Robin Parkinson. e 